# 厄尔皮诺
厄尔皮诺（英語：Elpenor）。古希腊男性神祇之一。奥德修斯之战友。曾参加特洛伊战争。其事迹见于《奥德赛》之中并成为诗人之创作对象，具有重大影响与文学意义。